# Aleksandr Svechnikov
Aleksandr Svechnikov (19 de mayo de 1998) es un deportista uzbeko que compite en atletismo adaptado. Ganó una medalla de oro en los Juegos Paralímpicos de Río de Janeiro 2016 en la prueba de lanzamiento de jabalina (clase F13).

## Palmarés internacional
| Juegos Paralímpicos | Juegos Paralímpicos     | Juegos Paralímpicos | Juegos Paralímpicos |
| Año                 | Lugar                   | Medalla             | Prueba              |
| ------------------- | ----------------------- | ------------------- | ------------------- |
| 2016                | Río de Janeiro (Brasil) | Medalla de oro      | Jabalina F13        |